# Yamatochaitophorus albus
Yamatochaitophorus albus är en insektsart. Yamatochaitophorus albus ingår i släktet Yamatochaitophorus och familjen långrörsbladlöss. Inga underarter finns listade i Catalogue of Life.